# Polyptote
Vous lisez un « bon article » labellisé en 2015.

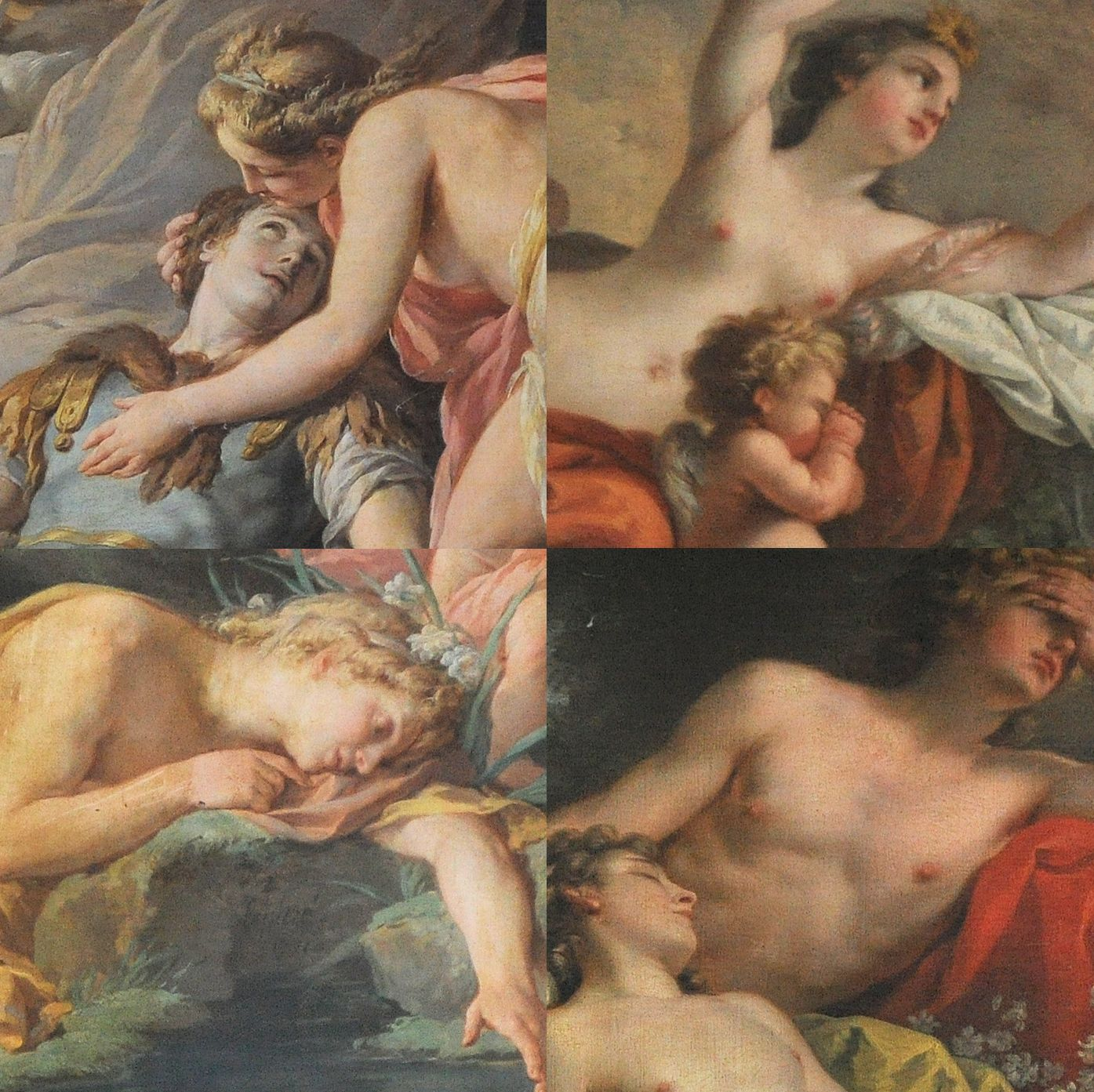
Tu t'honores toi-même, et celui qui t'honore
L'honneur que tu lui fais par ta docte chanson — Joachim Du Bellay, « Cependant que Magny... », Les Regrets (1522-1560)

Le polyptote, du grec ancien πολύς/poly (« plusieurs ») et πτωτός/ptoté (« cas » au sens grammatical), est une figure de style qui consiste en la répétition de plusieurs mots de même racine, ou encore d'un même verbe, sous différentes formes comme dans cet extrait de l’Oraison funèbre de Henriette-Anne d'Angleterre (1670), de Jacques-Bénigne Bossuet :
« Madame se meurt ! Madame est morte ! »
La figure joue donc sur les variations morphosyntaxiques permises par les cas grammaticaux. Son usage est important en rhétorique où elle permet d'insister sur un propos. L'auteur qui a recours au polyptote peut également créer des jeux de mots, étymologiques ou sonores ; en ce sens sa construction et son usage sont proches de deux autres figures de style : la syllepse et la dérivation. Très utilisé en poésie, le polyptote est également une ressource en narration, au théâtre, ainsi que dans les proverbes et les chansons.

## Définition

### Sens strict
Le polyptote vient du grec πολύπτωτος : poluptôton qui signifie « à plusieurs cas »,. Nicole Ricalens-Pourchot précise que le terme est formé sur polus (« nombreux ») et sur ptôsis (« flexion d'un mot », « désinence »), plus précisément « tombé » pour Michèle Aquien et Georges Molinié dans leur Dictionnaire de rhétorique et de poétique (de même que "cas" vient du latin "casus" qui signifie "chute"). C'est un nom masculin qui désigne « la proximité, dans le discours, de plusieurs formes d'un même mot » selon Patrick Bacry comme dans ces vers :
« Temps passés Trépassés Les dieux qui me formâtes

Je ne vis que passant ainsi que vous passâtes »
— Guillaume Apollinaire, Alcools, Cortège
La figure est utilisée en français, qui ne dispose plus de cas, dans un cadre plus large, désignant toute variation quelconque dans les formes d'un même mot, le plus souvent les formes conjuguées d'un même verbe, à la façon d'Apollinaire dans Cortège. Georges Molinié réserve l'acception de polyptote pour les répétitions à base verbale identique mais à dérivation lexicale différente.
À strictement parler, le polyptote ne peut exister que dans les langues à déclinaison, comme dans cette phrase de Lucrèce qui se moque de la religion romaine : « Votis nectere vota » (« attacher des ex-voto à des ex-voto »), vota étant l'accusatif pluriel de votum, la seconde occurrence étant votis, le datif pluriel de ce même mot.
Pierre Fontanier, dans Les Figures du discours (1827), en concevait une définition large. Le polyptote consiste à « employer dans la même phrase ou période plusieurs formes accidentelles d'un même mot, c'est-à-dire plusieurs de ces formes que l'on distingue en grammaire par les noms de cas, de genres, de nombres, de personnes, de temps et de modes. » Il cite cet extrait de l’Ecclésiaste (I, 2) : « Vanité des vanités, tout n'est que vanité ! », exemple que reprend également le Dictionnaire des termes littéraires, tout en pointant la différence entre le français et le latin dans ce genre d'usage du polyptote. En effet, en français il n'y a dans cet exemple que deux formes au mot « vanité » alors qu'en latin « vanitas » en a cinq, tous cités dans ces trois vers de l’Ecclésiaste, par ordre, depuis le nominatif jusqu'à l'ablatif :
« Quùm vanitas sit vanitatis filia,

Et vanitati vanitatem procreet,

O vanitas, quid vanitate vanius ? »
Pour Robrieux, le polyptote permet de moduler un énoncé en lui faisant subir des variations morphosyntaxiques par la conjugaison ou, dans le cas des langues à flexions, par la déclinaison. Il précise qu'en français moderne la figure ne peut s'appliquer qu'aux formes verbales comme dans :
« Et Rome vous craindra plus que vous ne la craignez »
— Pierre Corneille, Nicomède, acte IV, scène 3

### Polyptote, dérivation et syllepse
Le polyptote est une figure de style très proche de la dérivation lexicale et de la syllepse comme dans l'exemple déjà cité :
« Temps passés Trépassés Les dieux qui me formâtes

Je ne vis que passant ainsi que vous passâtes »
— Guillaume Apollinaire, Alcools, Cortège
Le polyptote est ici formée sur le verbe « passer » conjugué à des temps différents (« passés » - « passant » - « passâtes »). Il consiste donc à faire apparaître dans la même phrase ou le même vers plusieurs fois le même mot à des cas grammaticaux différents. Bacry cite ce vers en exemple car il contient également une autre figure, la dérivation (de « passés » et « trépassés », qui sont de même racine mais de sens différents), avec laquelle est souvent confondu le polyptote. Il précise que, dans ce dernier, un même mot, et donc son sens, est pourvu de désinences différentes alors que dans la dérivation, les mots et les sens qu'ils véhiculent sont différents et parfois même opposés bien qu'ils soient formés sur une même racine.
Fontanier résume la différence entre les deux figures par cette phrase : « Ce qui fait le Polyptote, c'est l'emploi de différentes formes d'un même mot : ce qui fait la Dérivation, c'est l'emploi de mots différens [sic] qui ont une origine commune. » Toutefois, d'après Robrieux, les deux figures produisent un effet d'insistance très proche. La dérivation est surtout caractéristique par le fait qu'elle se forme par assemblage de mots ayant la même racine comme dans cet exemple :
« Murs, ville,

Et port,

Asile

De mort,

Mer grise

Où brise

La brise,

Tout dort. »
— Victor Hugo, Les Djinns
Ici, le verbe conjugué « brise » et le substantif « la brise » possèdent la même racine étymologique. Pour Henri Suhamy, polyptote et dérivation sont similaires, la différence étant trop mineure pour les différencier. Ces figures donnent lieu à un procédé qui « semble plus raisonné que la paronomase, puisqu'il traite de ressemblances et de différences qui sont pertinentes et non fortuites. »
Mais le polyptote est également très proche, dans sa construction et dans son usage, de l'antanaclase, lorsqu'elle porte sur un terme qui change légèrement de sens quand il est repris. Robrieux cite à l'appui Voltaire qui, dans une satire, dit à propos de l'abbé Trublet :
ex. : « (...) Et nous lassait sans jamais se lasser. »
Dans ce syntagme le premier terme signifie « ennuyer », et le second, employé à la forme pronominale et négative, donne l'idée de l'obstination de l'énonciateur.

## Figure de construction ou de mots?
Le polyptote est une figure de style par construction selon Catherine Fromilhague, fondée sur la répétition avec variations morphologiques. Pour les verbes, les variations peuvent concerner soit les modes, les voix, les temps ou encore les personnes alors que pour les noms elle peut opposer des déterminants, concerner les nombres ou les genres :
« On m'a vu ce que vous êtes ;

Vous serez ce que je suis »
— Pierre Corneille, Stances à Marquise
Robrieux le considère également comme une figure de construction fondée sur la répétition, car son effet principal est d'insister sur un terme fort
. Michèle Aquien et Georges Molinié signalent que pour qu'il y ait polyptote les mots formant la figure doivent être rapprochés.
« Dans nos ténèbres il n'y a pas une place pour la beauté. Toute la place est pour la beauté »
— René Char, Feuillets d'Hypnos
Dans ce vers, la seule variation de l'article constitue le polyptote. Le substantif ne change pas de sens (« une place »/« la place ») mais dans la première occurrence l'article indéfini « une » exprime un choix aléatoire de la part du poète au sein d'un ensemble quand l'article défini « la » dans la seconde occurrence marque au contraire une focalisation sur un élément unique mais saisi dans sa totalité (renforcée par l'adjectif indéfini « tout »). Cette opposition entre un élément indéfini et indifférencié d'une part avec un élément unique permet à Char de valoriser la Beauté.
La différence de signification entre les mots formant le polyptote est parfois minimale voire inexistante, ce qui fait de cette figure une répétition plutôt qu'un jeu de mots.
Raymond Queneau a rédigé une entrée sur le polyptote dans ses Exercices de style (1947) : « Je montai dans un autobus plein de contribuables qui donnaient des sous à un contribuable qui avait sur son ventre de contribuable une petite boîte qui contribuait à permettre aux autres contribuables de continuer leur trajet de contribuables. »
Pour Jean-Jacques Robrieux le polyptote est une figure de mots parfois appelée traductio, qui appartient à la classe moderne des figures fondées sur l'isolexisme selon Bernard Dupriez, c'est-à-dire mettant en œuvre toute opération de « retour, dans des conditions différentes, d'un lexème déjà énoncé ».
Le polyptote opère une transformation morphosyntaxique par répétition de mots ou groupes de mots identiques (de même cas) ou quasi identiques (variation de cas) ; elle consiste à faire apparaître dans la même phrase ou le même vers plusieurs fois le même mot à des cas grammaticaux différents. Le polyptote concerne donc en particulier les langues à déclinaisons comme la langue latine, elle n'est donc plus, dans les langues romanes, réalisable qu’à partir des verbes.

## Finalités stylistiques

### Visée argumentative
Fontanier cite Nicolas Beauzée pour qui le polyptote « donne quelquefois au discours une élégance qui semble en augmenter l'énergie ». Ce dernier prend comme exemple ce passage de sa confection :
ex. : « Tout ce que vous avez pu et dû faire pour prévenir ou pour apaiser les troubles, vous l'avez fait dès le commencement ; vous le faites encore tous les jours, et l'on ne doute pas que vous ne le fassiez jusqu'à la fin. »
Le polyptote qui concerne le verbe « faire », confère alors au discours une puissance oratoire. Fontanier cite ensuite cette phrase anonyme : « Oui, je l'ai dit, je le dis encore, et je le dirai toujours, je ne cesserai de le dire à qui voudra l'entendre » qui marque selon lui l'obstination rhétorique du locuteur.
Massillon fournit un autre exemple de la polyptote, plus discret : « Tous ces changements qui vous amusent, vous amuseront jusqu'au lit de la mort. »
L'usage du polyptote, notamment en poésie, permet une rhétorique de la surprise et du paradoxe d'après Fromilhague, comme dans ce vers extrait des Feuillets d'Hypnos :
« Dans nos ténèbres il n'y a pas une place pour la beauté. Toute la place est pour la beauté »
— René Char
La figure permet aussi de nuancer ou d'insister sur une idée d'après Robrieux qui cite Molière combinant les deux effets dans cet extrait des Femmes savantes :
« Et l'on sait tout chez moi, hors ce qu'il faut savoir

(...)

Et tous ne font rien moins que ce qu'ils ont à faire. »
Plus généralement, d'après Ricalens-Pourchot, « l'emploi de cette figure a pour effet de fixer l'attention de l'auditeur ou du lecteur sur un leitmotiv » :
« Et quand vous reviendrez car il faut revenir

Il y aura des fleurs tant que vous voudrez »
— Louis Aragon, Le Musée Grevin
Ce que confirme Henry Suhamy, qui précise que la polyptote n'est pas signe de « pauvreté du vocabulaire ».

### Jeux de mots et de sonorités
Le polyptote est très utilisé en poésie latine. Ici, Ovide forme un polyptote dans un même vers en mettant en avant un jeu de mots :
« Spectatum ornatœ veniunt, spectantur et ipse »
— Art d'aimer, I, 89-100
Le polyptote, fondé sur des variations étymologiques, permet des jeux de sens et de sonorités. L'effet visé est souvent l'expression lyrique, mais on l'utilise aussi pour insister sur une qualité ou un aspect temporel ou sur un temps. Le Marquis de Santillane, dans son recueil Centiloquio destiné à l'instruction du jeune Jean II de Castille, use de polyptotes étymologiques qui sont comme une « transposition, au niveau littéraire, du lien généalogique » entre ce dernier et son illustre descendance.
La figure, lorsqu'elle met brièvement deux mots en contact, peut provoquer un effet saugrenu voire burlesque :
« Je suis tombé déjà ; je puis tomber encore »
— Victor Hugo, Les Contemplations (1856)
Pour Ricalens-Pourchot la polyptote peut en effet permettre des effets ludiques ; il sert alors de support à l'humour, ainsi que le montre cet extrait de Raymond Devos :
ex. : « Je viens de traverser la ville et tout le monde courait... Je ne peux pas vous dire laquelle... je l'ai traversé en courant... mais quand j'ai vu que tout le monde courait... je me suis mis à courir comme tout le monde sans raison... À un moment, je courais coude à coude avec un monsieur, je lui dis « Dites-moi...pourquoi tous ces gens courent-ils comme des fous... » »

## Genres concernés

### Poésie
« Je suis esmerveillé que mes pensers ne sont

Laz de penser en vous, y pensant à toute heure :

Me souvenant de vous, or' je chante, or' je pleure,

Et d'un penser passé cent nouveaux se refont.

Puis legers comme oiseaux ils volent, et s'en-vont,

M'abandonnant tout seul, devers vostre demeure :

Et s'ils sçavoient parler, souvent vous seriez seure

Du mal que mon cœur cache, et qu'on lit sur mon front.

Or sus venez Pensers, pensons encor en elle.

De tant y repenser je ne me puis lasser :

Pensons en ces beaux yeux, et combien elle est belle.

Elle pourra vers nous les siens faire passer.

Venus non seulement nourrit de sa mammelle

Amour son fils aisné, mais aussi le Penser. »
— Pierre de Ronsard, Le Second Livre des Sonnets pour Hélène (1578)

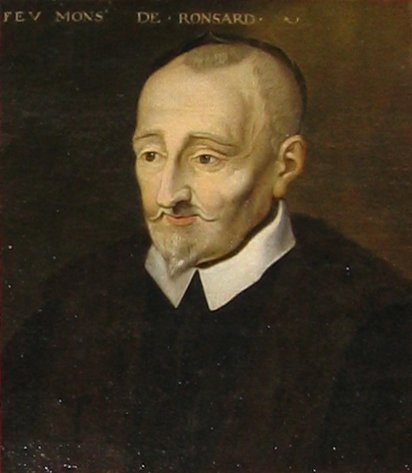

En poésie le polyptote accroît les coréférences entre les mots répétés :
« Ah ! comme la neige a neigé !

Ma vitre est un jardin de givre.

Ah! comme la neige a neigé !

Qu'est-ce que le spasme de vivre

Ô la douleur que j'ai, que j'ai ! »
— Émile Nelligan, Soir d'Hiver (1903)
Ronsard a souvent recours au polyptote, qui lui permet de « briller par sa maitrise spirituelle de la parole », en plus de rapprocher son style de la poésie pétrarquiste. Ronsard favorise les jeux de mots, en particulier dans ses sonnets amoureux dans lesquels il combine des mots dérivés de « doux », « heureux », « mirer ». Certains vers en deviennent tellement originaux, et rappellent les grands rhétoriqueurs à la langue sophistiquée, que Ronsard les retire, comme c'est le cas pour le sonnet LXI des Amours, retranché en 1553 par le poète. Tant et si bien que le polyptote, d'après Gordon, ne joue plus qu'un « rôle réduit dans la poésie amoureuse de sa maturité. » La figure est particulièrement utilisée dans le poème XXXIV (« Je suis esmerveillé que mes pensers ne sont ») des Sonnets pour Hélène, à travers le jeu autour des formes du verbe « penser » (voir encadré). Dans son épopée La Franciade, Ronsard parvient à combiner le polyptote avec l'onomatopée pour peindre une description vivante de la scène dans laquelle Pyrrhus jette à terre un simulacre de Francus. En recourant au polyptote, Ronsard cherche à souligner les mots importants de ses compositions, tout en donnant à ses vers « un rythme clair et harmonieux ».

### Roman et théâtre
Dans la narration, le polyptote permet de renforcer l'isotopie, c'est-à-dire la récurrence d'un même sème :
« Ce n'étaient qu'amours, amants, amantes (...). »
— Gustave Flaubert, Madame Bovary, première Partie, chapitre 6
ou encore :
« (...) afin que la créature ne s'arroge pas les droits du créateur »
— Denis Diderot, Article « Autorité politique » de l'Encyclopédie
Au théâtre, la polyptote, très utilisée par Marivaux, Molière ou Beaumarchais, sert à renforcer l'isotopie sémantique, :
« Oui, je la haïssais (...) je l'ai haï (...) Roi des rois, la seule excuse de ce surnom est qu'il justifie la haine de la haine »
— Jean Giraudoux, Électre, II, 8
Ou encore :
« Est-ce là comme on aime, et m'avez-vous aimé ? »
— Pierre Corneille, Polyeucte, acte II, scène 2

### Chanson et proverbe
Les ressources stylistiques propres au polyptote sont utilisées dans la chanson comme dans ce refrain de Francis Cabrel : « Je t'aimais, t'aime, et je t'aimerais », ou encore dans cet extrait du Chien de Dan Bigras :
« J’ai dû rêver que tu m’aimais

J’ai dû rêver que tu rêvais

J’ai dû oublier qui j’étais

Un enfant soûl, un nain mauvais »
Le polyptote est également courant dans les proverbes, comme dans « Tel est pris qui croyait prendre » (avec variation des voix passive/active).

## Figures proches
| Figure mère | Figure fille |
| ----------- | ------------ |
| Répétition  |              |

| Antonyme | Paronyme | Synonyme                                                               |
| -------- | -------- | ---------------------------------------------------------------------- |
|          |          | jeu étymologique, syllepse, dérivation lexicale, isolexisme, traductio |